# هانس یورگن باکه
هانس یورگن باکه (انگلیسی: Hans-Jürgen Baake؛ زادهٔ ۲ مارس ۱۹۵۴) بازیکن فوتبال اهل آلمان است.
از باشگاه‌هایی که در آن بازی کرده‌است می‌توان به باشگاه فوتبال هرتابرلین و باشگاه فوتبال اسنابروک اشاره کرد.